# Arthur Chichester (1er baron Templemore)
Pour les articles homonymes, voir Arthur Chichester.
Arthur Chichester, 1er baron Templemore (8 janvier 1797 - 26 septembre 1837) est un militaire anglo-irlandais, un homme politique et un courtisan.

## Biographie
Il est né à Westminster, Londres, fils aîné de Spencer Chichester, troisième fils d'Arthur Chichester (1er marquis de Donegall). Sa mère est Anne Harriet Stewart, fille de John Stewart (7e comte de Galloway). Il fait ses études en Angleterre, au Brasenose College, Oxford en 1815, et entre dans l'armée britannique, faisant partie du 2e Life Guards et atteint finalement le grade de Lieutenant-colonel en 1827.
En 1826, il est élu député whig du port de Milborne, siège qu'il occupe pendant quatre ans avant de devenir représentant du comté de Wexford en 1830. L'année suivante, à l'occasion du couronnement de Guillaume IV, il est élevé à la pairie en tant que baron Templemore, de Templemore dans le comté de Donegal (« Templemore » désigne la paroisse civile de la ville de Derry en Irlande du Nord). En 1835, il est également nommé gentilhomme de la chambre à coucher et devient en 1837 Lord-in-waiting.
Lord Templemore épouse Augusta Paget, fille de Henry Paget, premier marquis d'Anglesey en 1820. Ils ont cinq fils et deux filles. Il est mort après une courte maladie âgé de 40 ans à son domicile de Coombe Bank, Kent, et est enterré à proximité Sundridge. Sa femme lui survit trente-cinq ans et meurt en 1872.